# Izurtza
Izurtza és un municipi de Biscaia, a la comarca de Duranguesat. Limita al nord amb Durango, al sud amb Mañaria i a l'est amb Abadiño, regat pel riu Mañaria, un afluent de l'Ibaizabal. Està format pels barris d'Ortuzar, Etxano i Bitaño. El 2023 tenia 227 habitants.

## Història
Com a totes les anteiglesias els seus orígens es perden en el temps i es confonen amb els de la Terra Plana de Biscaia. La llegenda diu que la casa torre d'Etxaburu, senyor d'aquestes terres, la va manar construir l'emperador romà Antoní Pius. Aquesta casa torre, construïda sobre un penyal que alberga una petita cova, apareix en l'escut de l'anteiglesia. La llegenda conta que en aquesta cova vivia un perillós senglar que amenaçava tots els veïns i va ser el senyor d'Etxaburu que amb ajuda dels seus gossos el va matar i en record d'això hi va construir el seu estatge. Sigui com fos, hi ha proves que Enric IV va manar enderrocar-la i va ser reconstruïda al segle xvi per Sancho Lopez de Ibargüen. També en aquest segle es va edificar l'església parroquial dedicada a San Nicolás Bisbe, per mandat dels senyors d'Etxaburu i Izurtza. Formaba part de la Merindad de Durango, tenia el seient i vot nombre 11 en les Juntes de Gerendiaga i estava regida per un fidel. Entre 1427 i 1443 es van marcar i van amollonar els límits municipals, no sense litigi amb els seus veïns de Durango i Mañaria. La característica ubicació d'Izurtza ha fet que la seva població s'hagi mantingut estable en el temps.